# Gmina Jægerspris
Gmina Jægerspris (duń. Jægerspris Kommune) - istniejąca w latach 1970-2006 gmina w Danii w  okręgu Frederiksborg Amt. 
Siedzibą władz gminy było miasto Jægerspris. 
Gmina Jægerspris została utworzona 1 kwietnia 1970 na mocy reformy podziału administracyjnego Danii. Po kolejnej reformie administracyjnej w roku 2007 weszła w skład nowej gminy Frederikssund.

## Dane liczbowe
- Liczba ludności: (♀ 4817 + ♂ 4663) = 9480
  - wiek 0-6: 8,3%
  - wiek 7-16: 13,7%
  - wiek 17-66: 64,7%
  - wiek 67+: 13,3%
- zagęszczenie ludności: 99,8 osób/km² (2004)
- bezrobocie: 3,7% osób w wieku 17-66 lat
- cudzoziemcy z UE, Skandynawii i USA: 115 na 10 000 osób
- cudzoziemcy z krajów Trzeciego Świata: 159 na 10 000 osób
- liczba szkół podstawowych: 3 (liczba klas: 54)